# Äkkinäisenpyykki
Äkkinäisenpyykki är en klippa i Finland.   Den ligger i den ekonomiska regionen  Saarijärvi-Viitasaari och landskapet Mellersta Finland, i den centrala delen av landet, 400 km norr om huvudstaden Helsingfors. Äkkinäisenpyykki ligger 157 meter över havet. Den ligger vid sjöarna  Nuoranen och Harjuntakanenjärvi.
Terrängen runt Äkkinäisenpyykki är platt. Runt Äkkinäisenpyykki är det mycket glesbefolkat, med 4 invånare per kvadratkilometer. Närmaste större samhälle är Reisjärvi, 14,4 km nordväst om Äkkinäisenpyykki. I omgivningarna runt Äkkinäisenpyykki växer i huvudsak blandskog.